# Határidős esküvő
A Határidős esküvő (eredeti cím: Laavor et hakir) 2016-os izraeli romantikus filmvígjáték, amelyet Rama Burshtein írt és rendezett. 
A filmet a 2016-os Velencei Nemzetközi Filmfesztiválon a „legjobb film”-nek jelölték.

## Cselekmény
Michal 32 éves, egyedülálló ortodox zsidó nő, aki nem vallásos családból származik. Több mint tíz éve próbál egyre kétségbeesettebben férjet találni magának. Felkeres egy házassági jósnőt, aki megjósolja, hogy kívánságai a közeljövőben valóra válnak. A jósnő fia, Shimi esküvői termet üzemeltet, és a házasságközvetítő kedvezményt ígér Michalnak, ha a fia házában házasodik. Michal nem sokkal később eljegyzi magát, és vőlegényével elmegy a Shimi's-be, hogy megkóstolja az esküvői menüt. Ott a vőlegénye bevallja, hogy nem szereti őt. Michal ekkor felbontja az eljegyzést, de megtartja az esküvői terem foglalását, és kifizeti az esedékes előleget. Hisz abban, hogy Isten idővel megfelelő férjet ad neki. 
Két házasságközvetítőn keresztül sor kerül az első találkozókra a potenciális jelöltekkel, de egyikből sem lesz semmi. Az egyre kétségbeesettebb Michal minden további nélkül elhatározza, hogy elzarándokol  Nachman rabbi sírjához Ukrajnában. Ott találkozik Yoss-szal, egy ismert izraeli popénekessel (akiért Michal rajong), aki csak véletlenül van ott egy koncertkörút keretében. Beszélgetésük során Michal elárulja, hogy hanuka utolsó napjára tervezi az esküvőt, de még nem talált vőlegényt, és meghívja Yoss-t az esküvőjére.
Visszatérve Jeruzsálembe, a nem vallásos Yoss meglepi Michalt azzal, hogy bejelentés nélkül beugrik a lakásába, és megkéri a kezét, de Michal visszautasítja, mert úgy véli, hogy a férfi nem gondolja komolyan. 
Ahogy közeledik az esküvője időpontja, és nem jelentkezik a vőlegény, Michal a rossz randevúk emléke miatt pánikba esik, és megpróbál újra kapcsolatba lépni Yoss-szal, sőt meg is kéri a kezét, de a férfi kedvesen visszautasítja.
Az esküvője előtti estén Michalt ellentmondásos érzelmek töltik el, édesanyja erősen kételkedik, nővére és barátai azonban kezdenek hinni benne. 
A násznép a házasságkötő teremhez érkezik, ahol a vendégek kényelmetlenül várják, hogy valami történjen. Végül Shimi jelenik meg, és megkéri Michal kezét. Kezdetben azt hiszi, hogy hallucinál, később pedig, hogy Shimi csak szánalomból cselekszik, Michal beleegyezik, hogy hozzámegy Shimihez, miután a férfi emlékezteti őt az első találkozásukra; nem az esküvői kóstolón, hanem az anyja házában.

## Szereplők
- Noa Koler
- Dafi Alferon
- Oded Leopold
- Udi Persi
- Amos Tamam
- Oz Zehavi

## Fordítás
- Ez a szócikk részben vagy egészben  az   Eine, die sich traut című német Wikipédia-szócikk fordításán alapul.  Az eredeti cikk szerkesztőit annak laptörténete sorolja fel. Ez a jelzés csupán a megfogalmazás eredetét és a szerzői jogokat jelzi, nem szolgál a cikkben szereplő információk forrásmegjelöléseként.
- Ez a szócikk részben vagy egészben  a   The Wedding Plan című angol Wikipédia-szócikk fordításán alapul.  Az eredeti cikk szerkesztőit annak laptörténete sorolja fel. Ez a jelzés csupán a megfogalmazás eredetét és a szerzői jogokat jelzi, nem szolgál a cikkben szereplő információk forrásmegjelöléseként.